# Giải vô địch bóng đá nữ châu Âu 2022
Giải vô địch bóng đá nữ châu Âu 2022, thường được gọi là UEFA Women's Euro 2022, là giải đấu lần thứ 13 của Giải vô địch bóng đá nữ châu Âu, giải vô địch bóng đá quốc tế 4 năm một lần do UEFA tổ chức cho các đội tuyển quốc gia nữ của châu Âu. Đây sẽ là giải đấu lần thứ hai kể từ khi nó được mở rộng lên 16 đội. Giải đấu cuối cùng sẽ do Anh đăng cai và ban đầu dự kiến diễn ra từ ngày 7 tháng 7 đến ngày 1 tháng 8 năm 2021. Tuy nhiên, do đại dịch COVID-19 ở châu Âu gây ra khiến hoãn giải đấu như Thế vận hội Mùa hè 2020 và UEFA Euro 2020 đến mùa hè năm 2021, giải đấu được lên lịch lại và sẽ diễn ra từ ngày 6 đến ngày 31 tháng 7 năm 2022. Anh đăng cai giải đấu lần cuối vào năm 2005, giải đấu có 8 đội.
Trợ lý trọng tài video (VAR), cũng như công nghệ xác định bàn thắng, sẽ được sử dụng trong trận chung kết giải đấu.
Đương kim vô địch Hà Lan đã thất bại sau hiệp phụ bởi Pháp với tổng tỉ số 1–0. Chủ nhà Anh giành chức vô địch lần đầu tiên sau khi vượt qua Đức ở trận chung kết.

## Chọn nước chủ nhà
Anh là quốc gia duy nhất nộp hồ sơ dự thầu trước thời hạn. Họ đã được xác nhận là chủ nhà tại cuộc họp của Ủy ban điều hành UEFA ở Dublin, Cộng hòa Ireland, vào ngày 3 tháng 12 năm 2018.

## Vòng loại

### Các đội tuyển đã vượt qua vòng loại
| STT | Đội           | Tư cách vòng loại   | Ngày vượt qua vòng loại | Số lần tham dự | Lần cuối | Thành tích tốt nhất                                        | Hạng FIFA trước khi bốc thăm |
| --- | ------------- | ------------------- | ----------------------- | -------------- | -------- | ---------------------------------------------------------- | ---------------------------- |
| 1   | Anh           | Chủ nhà             | 3 tháng 12 năm 2018     | Thứ 9          | 2017     | Runners-up (1984, 2009)                                    | 8                            |
| 2   | Đức           | Nhất bảng I         | 23 tháng 10 năm 2020    | Thứ 11         | 2017     | Champions (1989, 1991, 1995, 1997, 2001, 2005, 2009, 2013) | 3                            |
| 3   | Hà Lan        | Nhất bảng A         | 23 tháng 10 năm 2020    | Thứ 4          | 2017     | Champions (2017)                                           | 4                            |
| 4   | Đan Mạch      | Nhất bảng B         | 27 tháng 10 năm 2020    | Thứ 10         | 2017     | Runners-up (2017)                                          | 15                           |
| 5   | Na Uy         | Nhất bảng C         | 27 tháng 10 năm 2020    | Thứ 12         | 2017     | Champions (1987, 1993)                                     | 12                           |
| 6   | Thụy Điển     | Nhất bảng F         | 27 tháng 10 năm 2020    | Thứ 11         | 2017     | Champions (1984)                                           | 2                            |
| 7   | Pháp          | Nhất bảng G         | 27 tháng 11 năm 2020    | Thứ 7          | 2017     | Quarter-finals (2009, 2013, 2017)                          | 5                            |
| 8   | Bỉ            | Nhất bảng H         | 1 tháng 12 năm 2020     | Thứ 2          | 2017     | Group stage (2017)                                         | 19                           |
| 9   | Iceland       | Nhì bảng F[^]       | 1 tháng 12 năm 2020     | Thứ 4          | 2017     | Quarter-finals (2013)                                      | 16                           |
| 10  | Tây Ban Nha   | Nhất bảng D         | 18 tháng 2 năm 2021     | Thứ 4          | 2017     | Semi-finals (1997)                                         | 10                           |
| 11  | Phần Lan      | Nhất bảng E         | 19 tháng 2 năm 2021     | Thứ 4          | 2013     | Semi-finals (2005)                                         | 25                           |
| 12  | Áo            | Nhì bảng G[^]       | 23 tháng 2 năm 2021     | Thứ 2          | 2017     | Semi-finals (2017)                                         | 21                           |
| 13  | Ý             | Nhì bảng B[^]       | 24 tháng 2 năm 2021     | Thứ 12         | 2017     | Runners-up (1993, 1997)                                    | 14                           |
| –   | Nga[!]        | Thắng vòng play-off | 13 tháng 4 năm 2021     | Thứ 5          | 2017     | Group stage (1997, 2001, 2009, 2013, 2017)                 | 24                           |
| 14  | Thụy Sĩ       | Thắng vòng play-off | 13 tháng 4 năm 2021     | Thứ 2          | 2017     | Group stage (2017)                                         | 20                           |
| 15  | Bắc Ireland   | Thắng vòng play-off | 13 tháng 4 năm 2021     | Thứ 1          | —        | Debut                                                      | 48                           |
| 16  | Bồ Đào Nha[!] | Suất ưu tiên        | 2 tháng 5 năm 2022      | Thứ 2          | 2017     | Group stage (2017)                                         | 30                           |

Chú thích
1. ^ Ba á quân có thành tích tốt nhất trong số chín bảng đấu đủ điều kiện trực tiếp cho giải đấu cuối cùng.
2. ^ Nga ban đầu vượt qua vòng loại bằng cách giành chiến thắng trong trận play-off với tỷ số chung cuộc 1–0. Tuy nhiên, Nga đã bị FIFA và UEFA đình chỉ vào ngày 28 tháng 2 năm 2022. UEFA đã thay thế Nga bằng Bồ Đào Nha vào ngày 2 tháng 5 năm 2022.[9]

## Địa điểm
| Luân Đôn (Wembley)               | Manchester (Old Trafford)                                                         | Sheffield                                                                         | Southampton                                                                       |
| -------------------------------- | --------------------------------------------------------------------------------- | --------------------------------------------------------------------------------- | --------------------------------------------------------------------------------- |
| Sân vận động Wembley             | Old Trafford                                                                      | Bramall Lane                                                                      | Sân vận động St Mary                                                              |
| Sức chứa: 90.000                 | Sức chứa: 74.879                                                                  | Sức chứa: 32.702                                                                  | Sức chứa: 32.505                                                                  |
|                                  |                                                                                   |                                                                                   |                                                                                   |
| Brighton và Hove                 | Luân ĐônManchesterSheffieldSouthamptonBrighton và HoveMilton KeynesRotherhamLeigh | Luân ĐônManchesterSheffieldSouthamptonBrighton và HoveMilton KeynesRotherhamLeigh | Luân ĐônManchesterSheffieldSouthamptonBrighton và HoveMilton KeynesRotherhamLeigh |
| Sân vận động Falmer              | Luân ĐônManchesterSheffieldSouthamptonBrighton và HoveMilton KeynesRotherhamLeigh | Luân ĐônManchesterSheffieldSouthamptonBrighton và HoveMilton KeynesRotherhamLeigh | Luân ĐônManchesterSheffieldSouthamptonBrighton và HoveMilton KeynesRotherhamLeigh |
| Sức chứa: 31.800                 | Luân ĐônManchesterSheffieldSouthamptonBrighton và HoveMilton KeynesRotherhamLeigh | Luân ĐônManchesterSheffieldSouthamptonBrighton và HoveMilton KeynesRotherhamLeigh | Luân ĐônManchesterSheffieldSouthamptonBrighton và HoveMilton KeynesRotherhamLeigh |
|                                  | Luân ĐônManchesterSheffieldSouthamptonBrighton và HoveMilton KeynesRotherhamLeigh | Luân ĐônManchesterSheffieldSouthamptonBrighton và HoveMilton KeynesRotherhamLeigh | Luân ĐônManchesterSheffieldSouthamptonBrighton và HoveMilton KeynesRotherhamLeigh |
| Milton Keynes                    | Luân ĐônManchesterSheffieldSouthamptonBrighton và HoveMilton KeynesRotherhamLeigh | Luân ĐônManchesterSheffieldSouthamptonBrighton và HoveMilton KeynesRotherhamLeigh | Luân ĐônManchesterSheffieldSouthamptonBrighton và HoveMilton KeynesRotherhamLeigh |
| Sân vận động MK                  | Luân ĐônManchesterSheffieldSouthamptonBrighton và HoveMilton KeynesRotherhamLeigh | Luân ĐônManchesterSheffieldSouthamptonBrighton và HoveMilton KeynesRotherhamLeigh | Luân ĐônManchesterSheffieldSouthamptonBrighton và HoveMilton KeynesRotherhamLeigh |
| Sức chứa: 30.500                 | Luân ĐônManchesterSheffieldSouthamptonBrighton và HoveMilton KeynesRotherhamLeigh | Luân ĐônManchesterSheffieldSouthamptonBrighton và HoveMilton KeynesRotherhamLeigh | Luân ĐônManchesterSheffieldSouthamptonBrighton và HoveMilton KeynesRotherhamLeigh |
|                                  | Luân ĐônManchesterSheffieldSouthamptonBrighton và HoveMilton KeynesRotherhamLeigh | Luân ĐônManchesterSheffieldSouthamptonBrighton và HoveMilton KeynesRotherhamLeigh | Luân ĐônManchesterSheffieldSouthamptonBrighton và HoveMilton KeynesRotherhamLeigh |
| Luân Đôn (Brentford)             | Rotherham                                                                         | Leigh                                                                             | Manchester (Bradford)                                                             |
| Sân vận động Cộng đồng Brentford | Sân vận động New York                                                             | Làng Thể thao Leigh                                                               | Sân vận động Academy                                                              |
| Sức chứa: 17.250                 | Sức chứa: 12.021                                                                  | Sức chứa: 12.000                                                                  | Sức chứa: 7.000                                                                   |
|                                  |                                                                                   |                                                                                   |                                                                                   |

## Danh sách cầu thủ
Mỗi đội tuyển quốc gia phải giới thiệu một đội gồm 23 cầu thủ, trong số đó ít nhất phải có 3 thủ môn. Nếu một cầu thủ bị thương hoặc bị bệnh nặng đến mức không thể tham gia giải đấu trước trận đấu đầu tiên của đội cô ấy, thì cầu thủ đó có thể được thay thế bằng một cầu thủ khác.

## Trọng tài

### Trọng tài chính
- Ivana Martinčić
- Jana Adámková
- Rebecca Welch
- Lina Lehtovaara
- Stéphanie Frappart
- Riem Hussein
- Iuliana Demetrescu
- Marta Huerta de Aza
- Tess Olofsson
- Esther Staubli
- Kateryna Monzul
- Emikar Caldera Barrera
- Cheryl Foster

### Trợ lý trọng tài
- Sara Telek
- Mary Blanco Bolívar
- Sanja Rođak Karšić
- Polyxeni Irodotou
- Lucie Ratajova
- Sian Massey-Ellis
- Lisa Rashid
- Karolin Kaivoja
- Elodie Coppola
- Manuela Nicolosi
- Katrin Rafalski
- Chrysoula Kourompylia
- Anita Vad
- Francesca Di Monte
- Franca Overtoom
- Paulina Baranowska
- Michelle O'Neill
- Petruta Iugulescu
- Maria Sukenikova
- Staša Špur
- Guadalupe Porras Ayuso
- Almira Spahic
- Susanne Küng
- Maryna Striletska
- Migdalia Rodríguez Chirino

### Trợ lý trọng tài video
- Chris Kavanagh
- Benoît Millot
- Maïka Vanderstichel
- Christian Dingert
- Harm Osmers
- Maurizio Mariani
- Paolo Valeri
- Pol van Boekel
- Dennis Higler
- Bartosz Frankowski
- Tomasz Kwiatkowski
- Luís Miguel Branco Godinho
- Tiago Lopes Martins
- Guillermo Cuadra Fernández
- José María Sánchez Martínez

### Hỗ trợ trọng tài
- Ivana Projkovska
- Lorraine Watson

## Vòng bảng
| Vô địch Á quân | Bán kết Tứ kết | Vòng bảng |

Kết quả các đội tham dự UEFA Euro 2022
Vô địch
Á quân
Bán kết
Tứ kết
Vòng bảng

Tất cả theo giờ địa phương, BST (UTC+1).

### Các tiêu chí
Các đội sẽ được xếp hạng theo điểm (thắng 3 điểm, hòa 1 điểm, thua 0 điểm), và nếu hòa về điểm, tiêu chí hòa sau sẽ được áp dụng theo thứ tự đã cho để xác định thứ hạng (theo quy định Điều 18.01 và 18.02):
1. Điểm trong các trận đối đầu giữa các đội hòa nhau;
2. Hiệu số bàn thắng bại trong các trận đối đầu giữa các đội hòa;
3. Bàn thắng ghi được trong các trận đối đầu giữa các đội hòa nhau;
4. Nếu có nhiều hơn hai đội hòa và sau khi áp dụng tất cả các tiêu chí đối đầu ở trên, một nhóm nhỏ các đội vẫn hòa, tất cả các tiêu chí đối đầu ở trên sẽ được áp dụng lại riêng cho nhóm phụ này;
5. Hiệu số bàn thắng bại trong tất cả các trận đấu vòng bảng;
6. Bàn thắng được ghi trong tất cả các trận đấu vòng bảng;
7. Sút luân lưu nếu chỉ có hai đội hòa nhau và gặp nhau ở lượt đấu cuối cùng của vòng bảng;
8. Điểm kỷ luật (trừ 1 điểm đối với thẻ vàng, trừ 3 điểm đối với thẻ đỏ gián tiếp [hai chiếc thẻ vàng], trừ 3 điểm đối với thẻ đỏ trực tiếp, trừ 4 điểm đối với thẻ vàng sau đó thẻ đỏ trực tiếp);
9. Bốc thăm bởi UEFA

### Bảng A
| VT | Đội         | ST | T | H | B | BT | BB | HS  | Đ | Giành quyền tham dự     |
| -- | ----------- | -- | - | - | - | -- | -- | --- | - | ----------------------- |
| 1  | Anh (H)     | 3  | 3 | 0 | 0 | 14 | 0  | +14 | 9 | Vòng đấu loại trực tiếp |
| 2  | Áo          | 3  | 2 | 0 | 1 | 3  | 1  | +2  | 6 | Vòng đấu loại trực tiếp |
| 3  | Na Uy       | 3  | 1 | 0 | 2 | 4  | 10 | −6  | 3 |                         |
| 4  | Bắc Ireland | 3  | 0 | 0 | 3 | 1  | 11 | −10 | 0 |                         |

| Anh        | 1–0      | Áo |
| ---------- | -------- | -- |
| - Mead 16' | Chi tiết |    |

| Na Uy                                                                | 4–1      | Bắc Ireland  |
| -------------------------------------------------------------------- | -------- | ------------ |
| - Blakstad 10' - Maanum 13' - Graham Hansen 31' (ph.đ.) - Reiten 54' | Chi tiết | - Nelson 49' |

| Áo                                | 2–0      | Bắc Ireland |
| --------------------------------- | -------- | ----------- |
| - Schiechtl 19' - Naschenweng 88' | Chi tiết |             |

| Anh                                                                                | 8–0      | Na Uy |
| ---------------------------------------------------------------------------------- | -------- | ----- |
| - Stanway 12' (ph.đ.) - Hemp 15' - White 29', 41' - Mead 34', 38', 81' - Russo 66' | Chi tiết |       |

| Bắc Ireland | 0–5      | Anh                                                          |
| ----------- | -------- | ------------------------------------------------------------ |
|             | Chi tiết | - Kirby 40' - Mead 44' - Russo 48', 53' - Burrows 76' (l.n.) |

| Áo          | 1–0      | Na Uy |
| ----------- | -------- | ----- |
| - Billa 37' | Chi tiết |       |

### Bảng B
| VT | Đội         | ST | T | H | B | BT | BB | HS | Đ | Giành quyền tham dự     |
| -- | ----------- | -- | - | - | - | -- | -- | -- | - | ----------------------- |
| 1  | Đức         | 3  | 3 | 0 | 0 | 9  | 0  | +9 | 9 | Vòng đấu loại trực tiếp |
| 2  | Tây Ban Nha | 3  | 2 | 0 | 1 | 5  | 3  | +2 | 6 | Vòng đấu loại trực tiếp |
| 3  | Đan Mạch    | 3  | 1 | 0 | 2 | 1  | 5  | −4 | 3 |                         |
| 4  | Phần Lan    | 3  | 0 | 0 | 3 | 1  | 8  | −7 | 0 |                         |

| Tây Ban Nha                                                           | 4–1      | Phần Lan       |
| --------------------------------------------------------------------- | -------- | -------------- |
| - Paredes 26' - Bonmatí 41' - L. García 75' - Caldentey 90+5' (ph.đ.) | Chi tiết | - Sällström 1' |

| Đức                                                   | 4–0      | Đan Mạch |
| ----------------------------------------------------- | -------- | -------- |
| - Magull 21' - Schüller 57' - Lattwein 78' - Popp 86' | Chi tiết |          |

| Đan Mạch     | 1–0      | Phần Lan |
| ------------ | -------- | -------- |
| - Harder 72' | Chi tiết |          |

| Đức                  | 2–0      | Tây Ban Nha |
| -------------------- | -------- | ----------- |
| - Bühl 3' - Popp 37' | Chi tiết |             |

| Phần Lan | 0–3      | Đức                                      |
| -------- | -------- | ---------------------------------------- |
|          | Chi tiết | - Kleinherne 40' - Popp 48' - Anyomi 63' |

| Đan Mạch | 0–1      | Tây Ban Nha   |
| -------- | -------- | ------------- |
|          | Chi tiết | - Cardona 90' |

### Bảng C
| VT | Đội        | ST | T | H | B | BT | BB | HS | Đ | Giành quyền tham dự     |
| -- | ---------- | -- | - | - | - | -- | -- | -- | - | ----------------------- |
| 1  | Thụy Điển  | 3  | 2 | 1 | 0 | 8  | 2  | +6 | 7 | Vòng đấu loại trực tiếp |
| 2  | Hà Lan     | 3  | 2 | 1 | 0 | 8  | 4  | +4 | 7 | Vòng đấu loại trực tiếp |
| 3  | Thụy Sĩ    | 3  | 0 | 1 | 2 | 4  | 8  | −4 | 1 |                         |
| 4  | Bồ Đào Nha | 3  | 0 | 1 | 2 | 4  | 10 | −6 | 1 |                         |

| Bồ Đào Nha                 | 2–2      | Thụy Sĩ             |
| -------------------------- | -------- | ------------------- |
| - Gomes 58' - J. Silva 65' | Chi tiết | - Sow 2' - Kiwic 5' |

| Hà Lan      | 1–1      | Thụy Điển       |
| ----------- | -------- | --------------- |
| - Roord 52' | Chi tiết | - Andersson 35' |

| Thụy Điển                  | 2–1      | Thụy Sĩ        |
| -------------------------- | -------- | -------------- |
| - Rolfö 53' - Bennison 79' | Chi tiết | - Bachmann 55' |

| Hà Lan                                              | 3–2      | Bồ Đào Nha                             |
| --------------------------------------------------- | -------- | -------------------------------------- |
| - Egurrola 7' - Van der Gragt 16' - Van de Donk 62' | Chi tiết | - C. Costa 38' (ph.đ.) - Di. Silva 47' |

| Thụy Sĩ        | 1–4      | Hà Lan                                                       |
| -------------- | -------- | ------------------------------------------------------------ |
| - Reuteler 53' | Chi tiết | - Crnogorčević 49' (l.n.) - Leuchter 84', 90+5' - Pelova 89' |

| Thụy Điển                                                                              | 5–0      | Bồ Đào Nha |
| -------------------------------------------------------------------------------------- | -------- | ---------- |
| - Angeldal 21', 45' - C. Costa 45+7' (l.n.) - Asllani 54' (ph.đ.) - Blackstenius 90+1' | Chi tiết |            |

### Bảng D
| VT | Đội     | ST | T | H | B | BT | BB | HS | Đ | Giành quyền tham dự     |
| -- | ------- | -- | - | - | - | -- | -- | -- | - | ----------------------- |
| 1  | Pháp    | 3  | 2 | 1 | 0 | 8  | 3  | +5 | 7 | Vòng đấu loại trực tiếp |
| 2  | Bỉ      | 3  | 1 | 1 | 1 | 3  | 3  | 0  | 4 | Vòng đấu loại trực tiếp |
| 3  | Iceland | 3  | 0 | 3 | 0 | 3  | 3  | 0  | 3 |                         |
| 4  | Ý       | 3  | 0 | 1 | 2 | 2  | 7  | −5 | 1 |                         |

| Bỉ                          | 1–1      | Iceland              |
| --------------------------- | -------- | -------------------- |
| - Vanhaevermaet 67' (ph.đ.) | Chi tiết | - Þorvaldsdóttir 50' |

| Pháp                                               | 5–1      | Ý              |
| -------------------------------------------------- | -------- | -------------- |
| - Geyoro 9', 40', 45' - Katoto 12' - Cascarino 38' | Chi tiết | - Piemonte 76' |

| Ý                 | 1–1      | Iceland              |
| ----------------- | -------- | -------------------- |
| - Bergamaschi 62' | Chi tiết | - Vilhjálmsdóttir 3' |

| Pháp                         | 2–1      | Bỉ           |
| ---------------------------- | -------- | ------------ |
| - Diani 6' - Mbock Bathy 41' | Chi tiết | - Cayman 36' |

| Iceland                         | 1–1      | Pháp        |
| ------------------------------- | -------- | ----------- |
| - Brynjarsdóttir 90+12' (ph.đ.) | Chi tiết | - Malard 1' |

| Ý | 0–1      | Bỉ              |
| - | -------- | --------------- |
|   | Chi tiết | - De Caigny 49' |

## Vòng đấu loại trực tiếp

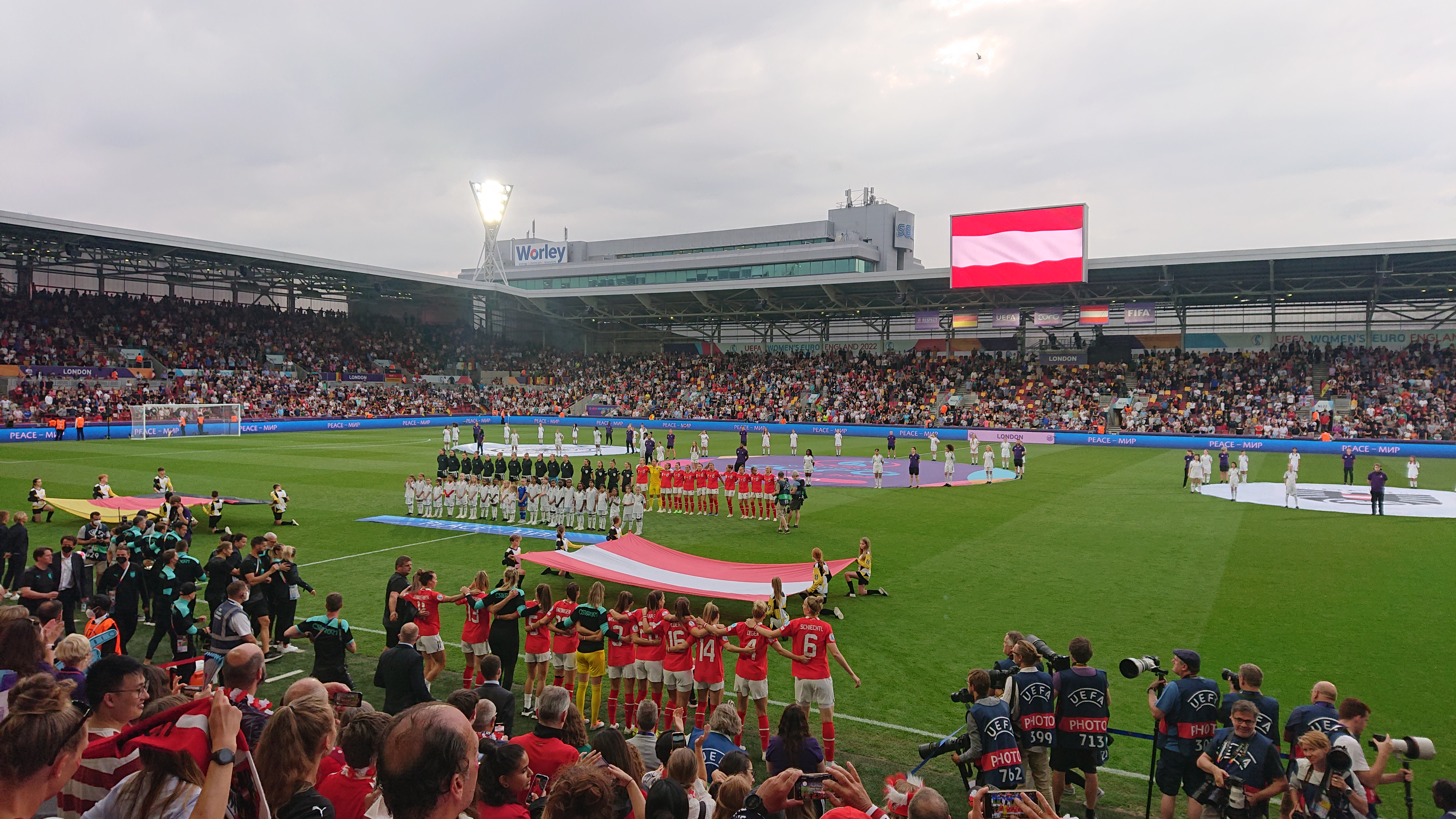
Đức vs Áo ở trận tứ kết

Ở vòng loại trực tiếp, hiệp phụ và sút luân lưu được sử dụng để phân định thắng thua nếu cần thiết.

### Sơ đồ
|  | Tứ kết                          | Tứ kết                     |                               |   | Bán kết | Bán kết |  |  | Chung kết | Chung kết |
|  |                                 |                            |                               |   |         |         |  |  |           |           |
|  | 20 tháng 7 – Brighton và Hove   |                            |                               |   |         |         |  |  |           |           |
|  |                                 |                            |                               |   |         |         |  |  |           |           |
|  | Anh (s.h.p.)                    | 2                          |                               |   |         |         |  |  |           |           |
|  | Anh (s.h.p.)                    | 2                          | 26 tháng 7 – Sheffield        |   |         |         |  |  |           |           |
|  | Tây Ban Nha                     | 1                          |                               |   |         |         |  |  |           |           |
|  | Tây Ban Nha                     | 1                          | Anh                           | 4 |         |         |  |  |           |           |
|  | 22 tháng 7 – Leigh              |                            | Anh                           | 4 |         |         |  |  |           |           |
|  |                                 | Thụy Điển                  | 0                             |   |         |         |  |  |           |           |
|  | Thụy Điển                       | Thụy Điển                  | 0                             | 1 |         |         |  |  |           |           |
|  | Thụy Điển                       |                            | 31 tháng 7 – London (Wembley) | 1 |         |         |  |  |           |           |
|  | Bỉ                              | 0                          |                               |   |         |         |  |  |           |           |
|  | Bỉ                              | 0                          | Anh                           | 2 |         |         |  |  |           |           |
|  | 21 tháng 7 – London (Brentford) |                            | Anh                           | 2 |         |         |  |  |           |           |
|  |                                 | Đức                        | 1                             |   |         |         |  |  |           |           |
|  | Đức                             | Đức                        | 1                             | 2 |         |         |  |  |           |           |
|  | Đức                             | 27 tháng 7 – Milton Keynes |                               | 2 |         |         |  |  |           |           |
|  | Áo                              | 0                          |                               |   |         |         |  |  |           |           |
|  | Áo                              | 0                          | Đức                           | 2 |         |         |  |  |           |           |
|  | 23 tháng 7 – Rotherham          |                            | Đức                           | 2 |         |         |  |  |           |           |
|  |                                 | Pháp                       | 1                             |   |         |         |  |  |           |           |
|  | Pháp (s.h.p.)                   | Pháp                       | 1                             | 1 |         |         |  |  |           |           |
|  | Pháp (s.h.p.)                   |                            |                               | 1 |         |         |  |  |           |           |
|  | Hà Lan                          | 0                          |                               |   |         |         |  |  |           |           |
|  | Hà Lan                          | 0                          |                               |   |         |         |  |  |           |           |

### Tứ kết
| Anh                       | 2–1 (s.h.p.) | Tây Ban Nha    |
| ------------------------- | ------------ | -------------- |
| - Toone 84' - Stanway 96' | Chi tiết     | - González 54' |

| Đức                     | 2–0      | Áo |
| ----------------------- | -------- | -- |
| - Magull 25' - Popp 90' | Chi tiết |    |

| Thụy Điển        | 1–0      | Bỉ |
| ---------------- | -------- | -- |
| - Sembrant 90+2' | Chi tiết |    |

| Pháp                    | 1–0 (s.h.p.) | Hà Lan |
| ----------------------- | ------------ | ------ |
| - Périsset 102' (ph.đ.) | Chi tiết     |        |

### Bán kết
| Anh                                             | 4–0      | Thụy Điển |
| ----------------------------------------------- | -------- | --------- |
| - Mead 34' - Bronze 48' - Russo 68' - Kirby 76' | Chi tiết |           |

| Đức             | 2–1      | Pháp                |
| --------------- | -------- | ------------------- |
| - Popp 40', 76' | Chi tiết | - Frohms 44' (l.n.) |

### Chung kết
| Anh                      | 2–1 (s.h.p.) | Đức        |
| ------------------------ | ------------ | ---------- |
| - Toone 62' - Kelly 110' | Chi tiết     | Magull 79' |

## Thống kê

### Cầu thủ ghi bàn
Đã có 95 bàn thắng ghi được trong 31 trận đấu, trung bình 3.06 bàn thắng mỗi trận đấu.
6 bàn thắng
- Beth Mead
- Alexandra Popp

4 bàn thắng
- Alessia Russo

3 bàn thắng
- Grace Geyoro
- Lina Magull

2 bàn thắng
- Fran Kirby
- Georgia Stanway
- Ella Toone
- Ellen White
- Romée Leuchter
- Filippa Angeldahl

1 bàn thắng
- Nicole Billa
- Katharina Naschenweng
- Katharina Schiechtl
- Janice Cayman
- Tine De Caigny
- Justine Vanhaevermaet
- Pernille Harder
- Lucy Bronze
- Lauren Hemp
- Chloe Kelly
- Linda Sällström
- Delphine Cascarino
- Kadidiatou Diani
- Marie-Antoinette Katoto
- Melvine Malard
- Griedge Mbock Bathy
- Ève Périsset
- Nicole Anyomi
- Klara Bühl
- Sophia Kleinherne
- Lena Lattwein
- Lea Schüller
- Dagný Brynjarsdóttir
- Berglind Björg Þorvaldsdóttir
- Karólína Lea Vilhjálmsdóttir
- Valentina Bergamaschi
- Martina Piemonte
- Daniëlle van de Donk
- Damaris Egurrola
- Stefanie van der Gragt
- Victoria Pelova
- Jill Roord
- Julie Nelson
- Julie Blakstad
- Caroline Graham Hansen
- Frida Maanum
- Guro Reiten
- Carole Costa
- Diana Gomes
- Diana Silva
- Jéssica Silva
- Aitana Bonmatí
- Mariona Caldentey
- Marta Cardona
- Lucía García
- Esther González
- Irene Paredes
- Jonna Andersson
- Kosovare Asllani
- Hanna Bennison
- Stina Blackstenius
- Fridolina Rolfö
- Linda Sembrant
- Ramona Bachmann
- Rahel Kiwic
- Géraldine Reuteler
- Coumba Sow

1 bàn phản lưới nhà
- Merle Frohms (trong trận gặp Pháp)
- Kelsie Burrows (trong trận gặp Anh)
- Carole Costa (trong trận gặp Thụy Điển)
- Ana-Maria Crnogorčević (trong trận gặp Hà Lan)

## Giải thưởng
Đội hình tiêu biểu của giải đấu
Nhóm quan sát kỹ thuật của UEFA được giao mục tiêu đặt tên cho đội gồm 11 cầu thủ xuất sắc nhất giải đấu. Bốn cầu thủ từ đội tuyển Anh chiến thắng đã có tên trong đội cũng như năm cầu thủ từ đội Á quân Đức.
| Thủ môn    | Hậu vệ                                                        | Tiền vệ                                  | Tiền đạo                            |
| ---------- | ------------------------------------------------------------- | ---------------------------------------- | ----------------------------------- |
| Mary Earps | Giulia Gwinn Leah Williamson Marina Hegering Sakina Karchaoui | Keira Walsh Lena Oberdorf Aitana Bonmatí | Beth Mead Alexandra Popp Klara Bühl |

Cầu thủ của giải đấu
Giải thưởng Cầu thủ xuất sắc nhất đã được trao cho Beth Mead, người được các nhà quan sát kỹ thuật của UEFA bình chọn.
- Beth Mead

Cầu thủ trẻ của giải đấu
Giải thưởng Cầu thủ trẻ xuất sắc nhất dành cho các cầu thủ sinh vào hoặc sau ngày 1 tháng 1 năm 1999. Giải thưởng khai mạc được trao cho Lena Oberdorf, theo lựa chọn của các nhà quan sát kỹ thuật của UEFA.
- Lena Oberdorf

Vua phá lưới
Giải thưởng Vua phá lưới, do Grifols tài trợ, đã được trao cho Vua phá lưới của giải đấu. Beth Mead đã giành được giải thưởng này với 6 bàn thắng ghi được trong giải đấu. Mặc dù cô ấy đã kết thúc đẳng cấp với Alexandra Popp về số bàn thắng, Mead đã có nhiều đường kiến tạo hơn trong giải đấu. Thứ hạng được xác định bằng cách sử dụng các tiêu chí sau:
- 1) Bàn thắng,
- 2) Kiến tạo,
- 3) Ít phút thi đấu nhất,
- 4) Bàn thắng ở vòng loại.

| Hạng | Cầu thủ        | Bàn thắng | Hỗ trợ | Phút |
| ---- | -------------- | --------- | ------ | ---- |
| 1    | Beth Mead      | 6         | 5      | 450  |
| 2    | Alexandra Popp | 6         | 0      | 361  |
| 3    | Alessia Russo  | 4         | 1      | 265  |

## Tiền thưởng
Vào tháng 9 năm 2021, UEFA thông báo rằng số tiền thưởng cho chức vô địch Giải vô địch bóng đá châu Âu 2022 sẽ là 16 triệu Euro, tăng gấp đôi số tiền thưởng của giải đấu trước. Tất cả 16 đội sẽ nhận được khoản thanh toán tối thiểu được đảm bảo là 600.000 € chỉ cho vòng loại.
Sau đây là phân phối tiền thưởng cho 16 đội tại UEFA Euro 2022:
- Thắng một trận ở vòng bảng: 100.000 €
- Hòa một trận ở vòng bảng: 50.000 €
- Vào đến tứ kết: 205.000 €
- Vào đến bán kết: 320.000 €
- Á quân: 420.000 €
- Vô địch: 660.000 €

Tiền thưởng có tính chất cộng dồn, nếu nhà vô địch thắng tất cả các trận đấu vòng bảng, họ sẽ nhận được tổng số tiền là 2.085.000 €.

## Chung kết UEFA–CONMEBOL nữ
Vào ngày 2 tháng 6 năm 2022, một ngày sau khi tổ chức trận chung kết 2022, CONMEBOL và UEFA đã công bố một loạt sự kiện mới giữa các đội từ hai liên minh. Điều này bao gồm trận đấu giữa đội vô địch Cúp bóng đá nữ Nam Mỹ và đội vô địch Giải vô địch bóng đá nữ châu Âu. Phiên bản đầu tiên sẽ diễn ra ở châu Âu giữa những người chiến thắng Cúp bóng đá nữ Nam Mỹ 2022 và Giải vô địch bóng đá nữ châu Âu 2022, với ngày và địa điểm vẫn chưa được công bố.

## Bản quyền phát sóng

### Châu Âu
| Quốc gia             | Đài truyền hình | Chú thích     |
| -------------------- | --------------- | ------------- |
| Armenia              | AMPTV           |               |
| Áo                   | ORF             | [ 19 ]        |
| Azerbaijan           | ITV             |               |
| Bỉ                   | RTBF VRT        | [ 20 ]        |
| Bosna và Hercegovina | BHRT            |               |
| Bulgaria             | BNT             |               |
| Croatia              | HRT             |               |
| Síp                  | CyBC            |               |
| Cộng hòa Séc         | ČT              |               |
| Đan Mạch             | DR TV 2         | [ 21 ]        |
| Estonia              | ERR             |               |
| Phần Lan             | Yle             | [ 22 ]        |
| Pháp                 | TF1 Canal+      | [ 23 ] [ 24 ] |
| Đức                  | ARD ZDF DAZN    | [ 25 ]        |
| Hy Lạp               | ERT             |               |
| Hungary              | MTVA            |               |
| Iceland              | RÚV             |               |
| Ireland              | RTÉ             | [ 26 ]        |
| Israel               | IPBC            |               |
| Ý                    | RAI Sky Sport   |               |
| Kazakhstan           | Kazakh TV       |               |
| Kosovo               | RTK             |               |
| Latvia               | LTV             |               |
| Litva                | LRT             |               |
| Malta                | PBS             |               |
| Montenegro           | RTCG            |               |
| Hà Lan               | NOS             | [ 27 ]        |
| Bắc Macedonia        | MRT             |               |
| Na Uy                | NRK TV 2        | [ 28 ]        |
| Ba Lan               | TVP             |               |
| Bồ Đào Nha           | RTP Canal 11    | [ 29 ]        |
| România              | TVR             |               |
| Nga                  | Match TV        |               |
| Serbia               | RTS             |               |
| Slovakia             | RTVS            |               |
| Slovenia             | RTV             |               |
| Tây Ban Nha          | RTVE            | [ 30 ]        |
| Thụy Điển            | SVT TV4 C More  | [ 31 ]        |
| Thụy Sĩ              | SRG SSR         |               |
| Thổ Nhĩ Kỳ           | TRT             |               |
| Ukraina              | MGU             |               |
| Anh Quốc             | BBC             |               |

### Ngoài châu Âu
| Quốc gia | Đài truyền hình | Đài truyền hình |
| Quốc gia | Miễn phí        | Chi trả         |
| -------- | --------------- | --------------- |
| Úc       |                 | Optus Sport     |
| Hoa Kỳ   | ESPN            | TUDN            |